# آماده برای مردن
آماده برای مردن (به انگلیسی: Ready to Die) آلبومی از هنرمند اهل ایالات متحده آمریکا نوتوریوس بی.آی.جی است که در سال ۱۹۹۴ میلادی منتشر شد.
این آلبوم در چارت‌های جزو ده آلبوم اول قرار گرفت.